# Pachycondyla luteola
Pachycondyla luteola är en myrart som först beskrevs av Julius Roger 1861.  Pachycondyla luteola ingår i släktet Pachycondyla och familjen myror. Inga underarter finns listade i Catalogue of Life.